# Hlavnice
Hlavnice település Csehországban, a Opavai járásban. Hlavnice Velké Heraltice, Litultovice, Jakartovice, Mladecko, Jezdkovice és Bratříkovice településekkel határos. Lakosainak száma 675 fő (2024. január 1.).

## Népesség
A település lakosságának változását az alábbi diagram mutatja:
| Lakosok száma | 684  | 726  | 677  | 510  | 489  | 595  | 635  | 661  | 656  | 675  |
|               | 1869 | 1890 | 1921 | 1950 | 1980 | 2001 | 2017 | 2019 | 2022 | 2024 |